# Fereshteh Sadre Orafaiy
Fereshteh Sadre Orafaiy (en persan:  فرشته صدرعرفایی), née le 29 décembre 1962 à Téhéran en Iran, est une actrice iranienne.

## Biographie
Elle est surtout connue pour ses interprétations de Pari dans Le Cercle et Ryhan dans Café transit en 2006. De 1980 à 2011 elle était l'épouse de Kambuzia Partovi, scénariste et réalisateur originaire de Racht (province de Gilan en Iran).

## Filmographie
- 1995 : Le Ballon blanc de Jafar Panahi
- 2000 : Le Cercle de Jafar Panahi
- 2001 : Au clair de la lune de Reza Mirkarimi
- 2005 : Café transit de Kambuzia Partovi
- 2006 : Adam d'Abdolreza Kahani
- 2008 : Bist (Vingt) d'Abdolreza Kahani
- 2009 : Les Sommeils prolongés (Kabale donbaledar) de Pouran Derakhshandeh
- 2010 : Toomaj d'Ehsan Abdipour
- 2010 : Au revoir de Mohammad Rasoulof
- 2012 : Piscine de dessin de Maziar Miri
- 2019 : Yalda, la nuit du pardon de Massoud Bakhshi
- 2019 : Shabi Ke Mah Kamel Shod (en) de Narges Abyar
- 2021 : Un héros d'Asghar Farhadi